# 電擊Comics
電擊Comics（日语：電撃コミックス）是ASCII Media Works（前身為MediaWorks）營運的漫畫單行本出版品牌。

## 簡介
負責連載ASCII Media Works所發行的「電擊系列雜誌」並將雜誌出版成漫畫單行本。
簡單來說，就是將《月刊電擊Comic Gao!》、《電擊G's Comic》、《MS SAGA》、《月刊Comic電擊大王》、《電擊魔王》、《電擊文庫MAGAZINE》… 以及其他漫畫和遊戲雜誌中的內容出版成為單行本。
四格作品於「電擊Comics EX」。
2013年5月發行了新品牌《電擊Comics NEXT》。此後，幾乎所有新作品都使用這個品牌。